# Huia cavitympanum
Huia cavitympanum là một loài ếch trong họ Ranidae.
Nó được tìm thấy ở hòn đảo Borneo. Các môi trường sống tự nhiên của chúng là các khu rừng ẩm ướt đất thấp nhiệt đới hoặc cận nhiệt đới, các khu rừng vùng núi ẩm nhiệt đới hoặc cận nhiệt đới, và torrential sông. Loài này đang bị đe dọa do mất môi trường sống.

## Phát ra siêu âm
H. cavitympanum là loài ếch duy nhất phát ra âm âm thanh ở mức siêu âm. Những con ếch có màng nhĩ lõm ở mặt bên của hộp sọ, với to tương tự như một ống tai động vật có vú.
Chúng dùng siêu âm để liên hệ với nhau trong môi trường nước thác ồn ào.